# Peter de Leeuwe (beeldend kunstenaar)
Peter de Leeuwe (Den Haag, 1 mei 1942) is een Nederlands beeldend kunstenaar.

## Leven en werk
De Leeuwe groeide op in een gezin met communistische ouders in Den Haag. Zijn tekening Vrede, die hij maakte toen hij acht jaar oud was, werd gepubliceerd in "De Waarheid" van 3 februari 1951. Hij werd opgeleid aan de Koninklijke Academie van Beeldende Kunsten in Den Haag. Hij was een leerling van Dirk Bus. Hij is vanaf 1965 werkzaam als beeldhouwer en vanaf 1972 ook als kunstschilder. In 1966 ontving hij de Jacob Marisprijs voor zijn beeldhouwwerk. In 1967 kreeg hij de aanmoedigingsprijs van het Buys van Hultenfonds. Voor 1981 maakt hij reizen naar politieke brandhaarden in de wereld zoals Zuid-Afrika en Cuba en legde daarna in aquarellen en schilderijen de spanningen in die samenlevingen vast. De Leeuwe is lid van het kunstenaarsgenootschap Pulchri in Den Haag. Hij vestigde zich als beeldend kunstenaar in Amsterdam. Over zijn woonwijk maakte hij onder meer een serie schilderijen onder de titel Hommage aan de Plantage. Als schaker maakte De Leeuwe diverse werken, die geïnspireerd zijn op het schaakspel, onder andere het beeld Alice en de Koning, dat is geplaatst voor het centrum voor denksporten in Bunschoten-Spakenburg. Ander werk van hem heeft betrekking op de natuur in Spanje. Werk van De Leeuwe is opgenomen in de collecties van het Gemeentemuseum Den Haag en het Bonnefantenmuseum.

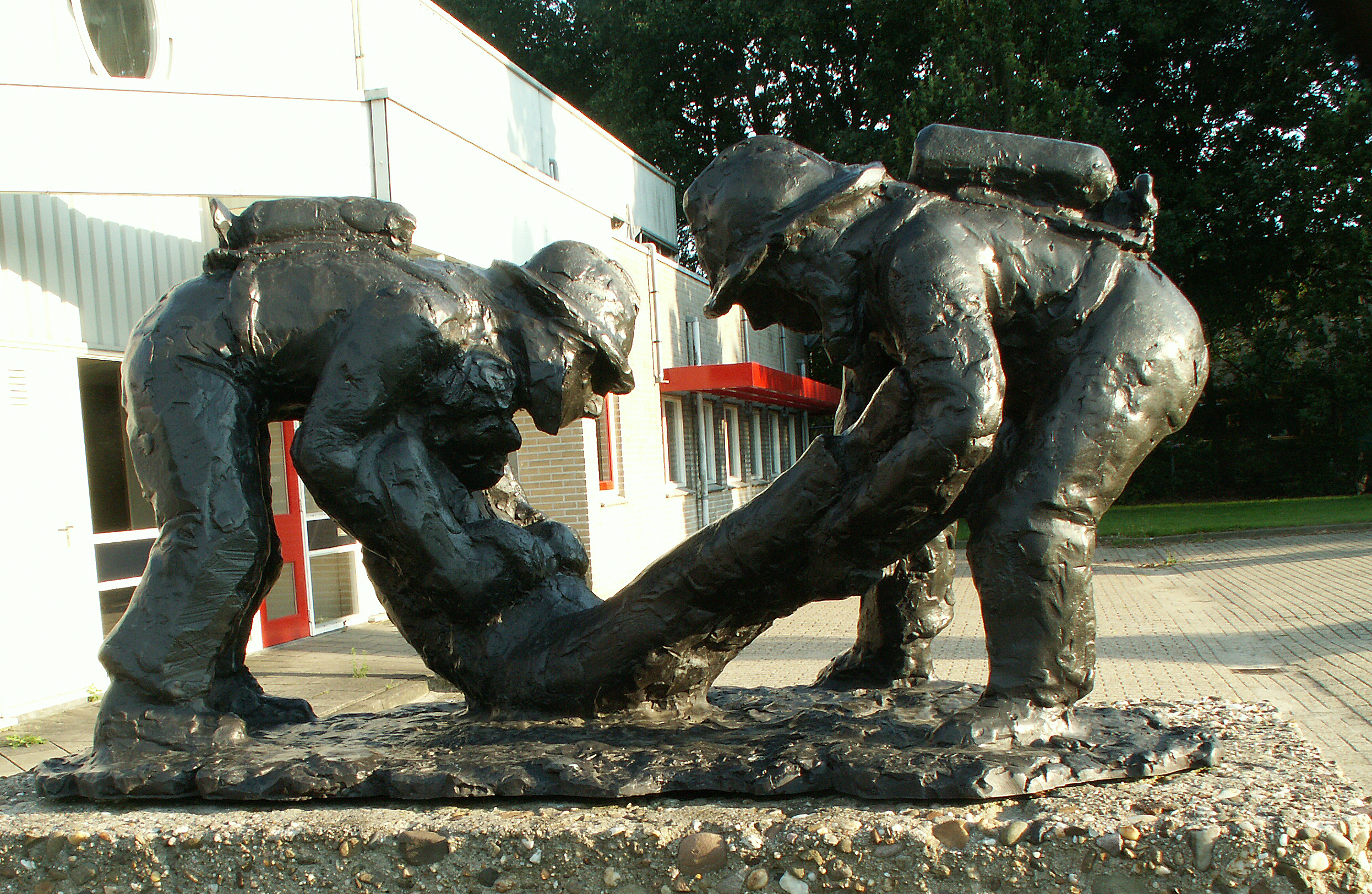
De reddende brandweerman, Leusden (1991)
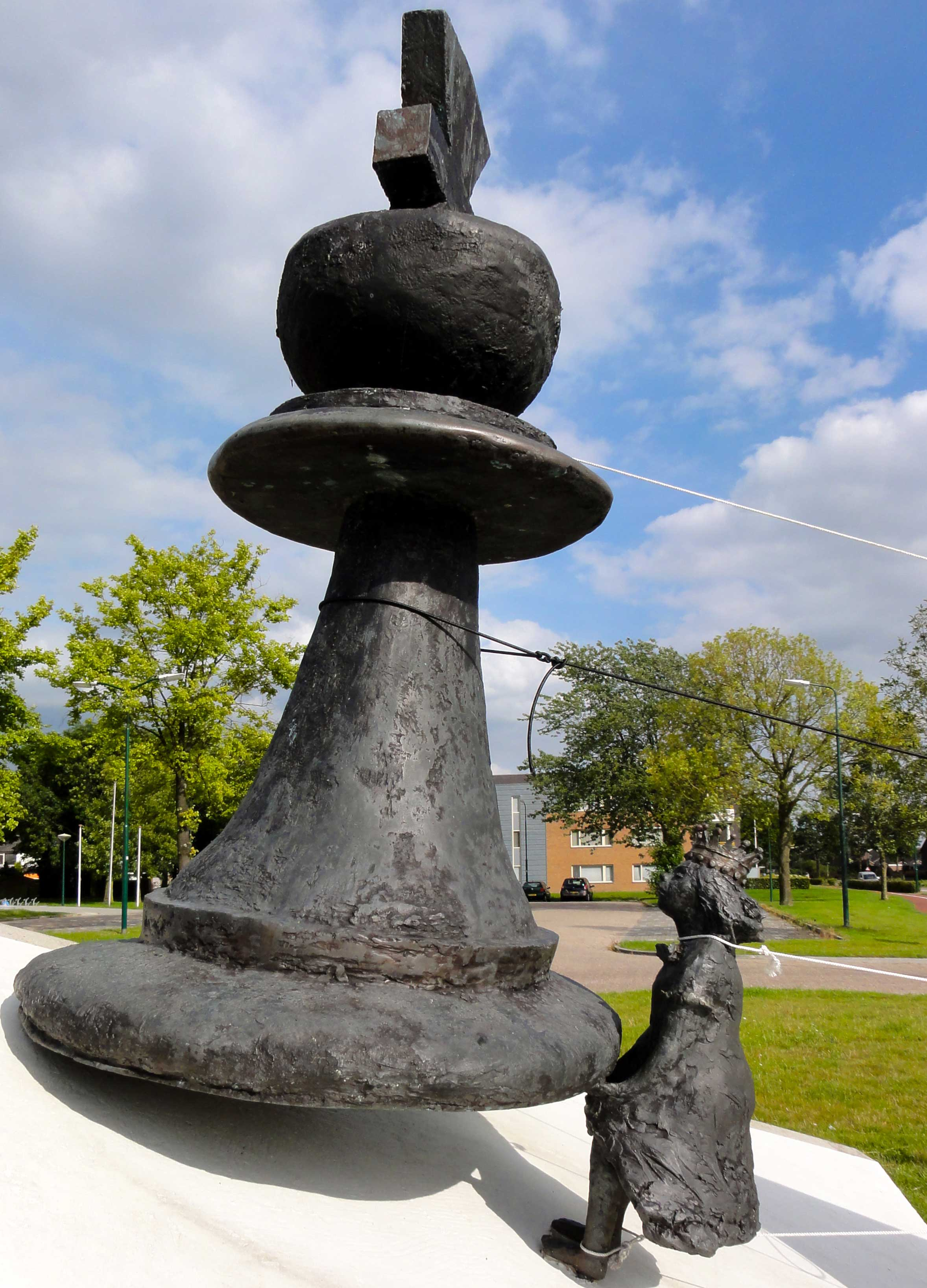
Alice versus de Koning, Bunschoten-Spakenburg (2009)
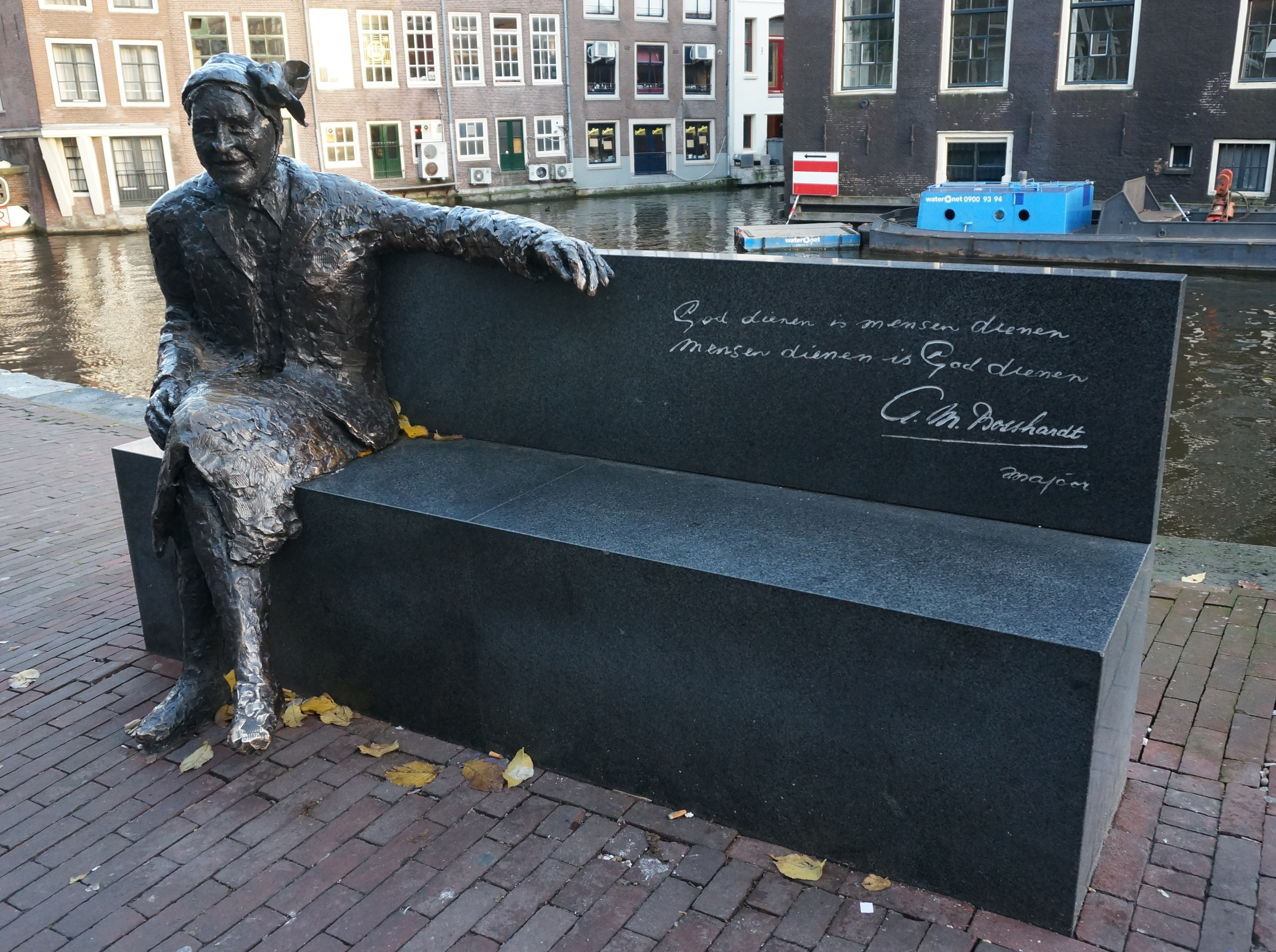
Majoor Alida Bosshardt, Amsterdam (2013)

- RKD-Nederlands Instituut voor Kunstgeschiedenis: 48914